# Natalie Jenkinson
Natalie Jenkinson (Gladstone, 18 de noviembre de 1976) es una deportista australiana que compitió en judo. Ganó dos medallas de plata en el Campeonato de Oceanía de Judo en los años 1998 y 2000.

## Palmarés internacional
| Campeonato de Oceanía | Campeonato de Oceanía | Campeonato de Oceanía | Campeonato de Oceanía |
| Año                   | Lugar                 | Medalla               | Categoría             |
| --------------------- | --------------------- | --------------------- | --------------------- |
| 1998                  | Apia (Samoa)          | Medalla de plata      | –78 kg                |
| 2000                  | Sídney (Australia)    | Medalla de plata      | –78 kg                |